# Rosalia (traghetto)
La Rosalia è stata una nave traghetto passeggeri di tipo ferroviario, che ha prestato servizio per le Ferrovie dello Stato e dal 2003 per Bluvia, divisione marittima di RFI, nello stretto di Messina sulla rotta Messina - Villa San Giovanni dal 1973 sino al 2010.

## Caratteristiche
Il ponte principale della nave disponeva di quattro binari (per un totale di 378 metri lineari) per il trasporto di 15 carrozze o 21 carri ferroviari, mentre il ponte superiore era destinato al trasporto di autovetture. Il traghetto era dotato di un ristorante self service e un bar.
Questo traghetto, assieme alle gemelle Iginia e Sibari (radiata nel 2009), aveva la particolarità di avere l'accesso per i carri solamente a prua, anziché a poppa o in ambo le parti.

## Servizio
La nave fu costruita nel cantiere navale di Ancona e varata nell'ottobre 1972, entrando in servizio tra Messina e Villa San Giovanni a dicembre 1973.
Dopo oltre 35 anni di servizio, dal 1º gennaio 2011 fu posta in disarmo nel porto di Messina presso la prima invasatura. Fu in seguito radiata e alienata per rottame a un demolitore navale turco, per mezzo della Redwood Maritime Inc., società avente sede legale in Liberia, in seguito alla gara d'appalto bandita nel settembre 2011. Agli inizi di maggio 2012 fu immatricolata nel compartimento marittimo di Freetown (Sierra Leone) e ribattezzata Lia. Il 22 maggio 2012 (esattamente 40 anni dopo il varo) ha lasciato definitivamente lo Stretto alla volta di Aliağa, trainata dal rimorchiatore greco Aigaion Pelagos. La nave risultava già demolita il 23 luglio 2012.

## Navi gemelle
- Sibari
- Iginia